# باشگاه فوتبال اوسییک
باشگاه فوتبال اوسیک (انگلیسی: NK Osijek) یک باشگاه فوتبال در کرواسی شرقی است. این باشگاه در سال ۱۹۴۷ میلادی تأسیس شد.

## افتخارات
لیگ
- لیگ دسته دوم فوتبال یوگسلاوی
  - قهرمان (۵): ۵۳–۱۹۵۲، ۷۰–۱۹۶۹، ۷۳–۱۹۷۲، ۷۷–۱۹۷۶ و ۸۱–۱۹۸۰

جام‌ها
- جام کرواسی
  - قهرمان (۱): ۹۹–۱۹۹۸
  - نایب قهرمان (۱): ۱۲–۲۰۱۱

بهترین نتیجه اروپایی
- جام اروپا
  - مرحله سوم (۱): ۰۱–۲۰۰۰
- جام اینترتوتو
  - مرحله دوم (۱): ۲۰۰۶
- جام میتروپا
  - مقام سوم (۱): ۸۲–۱۹۸۱
- لیگ اروپا
  - مرحله پلی–آف (۱): ۱۸–۲۰۱۷